# Rhinocricus balanus
Rhinocricus balanus är en mångfotingart som beskrevs av Chamberlin 1955. Rhinocricus balanus ingår i släktet Rhinocricus och familjen Rhinocricidae. Inga underarter finns listade i Catalogue of Life.